# Golden Spike National Historical Park
Le Golden Spike National Historical Park est un parc historique national américain dans le comté de Box Elder, dans l'Utah. Il a été créé le 2 avril 1957 pour protéger le site où se rencontrèrent les deux chantiers du premier chemin de fer transcontinental. Il est géré par le National Park Service.